# ノカルジシンA
ノカルジシンA(Nocardicin A)は、モノバクタムに分類されるβ-ラクタム系抗生物質である。ノカルディア属の細菌Nocardia uniformisの亜種tsuyamenensis から発見された。
メチオニン・セリン・チロシンから生合成される。これに関わる酵素として、ノカルジシン-Aエピメラーゼが同定されている。7種の類縁体があり、A-Gの記号で表されるが、ノカルジシンAが最も活性が高い。
ストレプトマイセス属の細菌からは、この物質の塩素化誘導体が得られている。